# Jérôme Rouger
Pour les articles homonymes, voir Rouger.
Répertoire
- Police Culturelle
- Trapèze
- Furie
- Je me souviens
- Inoffensif [titre provisoire]
- Pourquoi les poules préfèrent être élevées en batterie
- Plaire - Abécédaire de la séduction
- Symphonie pour klaxons et essuie-glaces
- En cas de péril imminent
- Conseils aux spectateurs

Jérôme Rouger, né en 1970 à Bressuire (Deux-Sèvres), est un auteur Metteur en scène  et comédien français.

## Biographie
Il passe son enfance à Terves à quelques kilomètres de Bressuire. Il est le fondateur de la compagnie La Martingale, compagnie de théâtre contemporain établie à Poitiers, dans la Vienne, en région Nouvelle-Aquitaine.
En 1998, il crée son premier spectacle, pour la rue, Police culturelle, dans lequel il incarne Bruno Delaroche, chargé de mission sur les expérimentations au Secrétariat d'État à la Démocratisation culturelle.
Il s'oriente cinq ans plus tard vers le théâtre en salle, écrit et crée Trapèze en 2003, Furie en 2005, Je me souviens en 2007, Inoffensif [Les expériences] en 2010, Inoffensif [titre provisoire] en 2012, Pourquoi les poules préfèrent être élevées en batterie en 2014, [Plaire] - Abécédaire de la séduction en 2017,  En cas de péril imminent en 2021, Conseils aux spectateurs en 2024.
Il a été également jusqu'en 2009 le codirecteur du Festival Ah ?, festival de théâtre contemporain qui se déroule à Parthenay au mois de mai.
En 2010, il crée le Dis Donc, un rallye de lecture théâtrale, où les participants sont invités à lire des textes de théâtre contemporain en compagnie des auteurs de ces textes dans des jardins de la ville de Parthenay. L'originalité du Dis Donc vient du fait qu'il n'y a pas de spectateur, chaque personne présente lit. Chaque édition, deux auteurs sont mis à l'honneur (Marion Aubert, Fabrice Melquiot, Rémi De Vos, Karin Serres, ...)
En 2015, il invente La Nuit des chanteurs seuls, un événement qui se déroule chaque année au mois de mars à Poitiers, et qui réunit cinq chanteurs.
En 2019, tout en continuant à jouer ses spectacles en salle, il crée en rue avec le musicien Patrick Ingueneau la Symphonie pour klaxons et essuie-glaces, concert spectaculaire pour un orchestre de 9 voitures et 9 klaxonneurs, dans lequel il incarne un faux journaliste de France-Musique.

## Spectacles en tant qu'auteur et comédien
- Trapèze
- Furie
- Je me souviens
- Inoffensif - Les expériences
- Pourquoi les poules préfèrent être élevées en batterie
- [Plaire] - Abécédaire de la séduction, créé le 10 janvier 2017.
- Symphonie pour klaxons et essuie-glaces, créé le 7 septembre 2019[1].
- En cas de péril imminent, créé le 10 novembre 2021 à Malraux, scène nationale Chambéry Savoie[2].
- Conseils aux spectateurs, conférence-spectacle[3] créé le 2 décembre 2024 au Théâtre de Belleville à Paris[4].

## Spectacles en tant que comédien
- Joyeuse pagaille urbaine de la compagnie Vernisseurs, un spectacle en grommelot dans lequel il incarne l'un des cinq protagonistes, spectacle qu'il aura l'occasion de jouer dans de nombreux pays d'Europe, ainsi qu'en Chine, au Japon, aux Emirats Arabes Unis, en Tunisie[5]...

- Le musée de monsieur P. de la compagnie Vernisseurs, un spectacle dans lequel il incarne un des trois guides du musée, notamment au festival in d'Aurillac[5],[6].

- Pierre et le Loup... et la suite : avec l'orchestre Victor-Hugo Franche-Comté, sous la direction de Jean-François Verdier, Jérôme Rouger est récitant dans Pierre et le Loup ainsi que dans une suite écrite par Bernard Friot pour le texte et Jean-François Verdier pour la musique. Le spectacle est créé le 3 octobre 2014 à la Scène nationale de Besançon[7].

## Performances théâtrales en tant qu'auteur et comédien
- Bruno Delaroche (Police culturelle)
- Inoffensif - Les expériences
- Pourquoi les chefs mènent-ils tout le monde à la baguette ?[8]
- Conseils aux spectateurs (version courte)
- I remember, pour les rencontres Michel Foucault 2021 au TAP, Théâtre-Auditorium de Poitiers[9]

## Livres
- Jérôme Rouger, Pourquoi les poules préfèrent être élevées en batterie, Paris, Éditions Camino Verde, 2024, 60 p.  (ISBN 9791090267640)

## Distinction
Jérôme Rouger a reçu le 5 octobre 2013 le prix Philippe Avron à la Maison des Auteurs de la Société des Auteurs et Compositeurs Dramatiques (SACD), qui récompense un artiste selon les 5 critères suivants : intelligence - générosité - finesse d'esprit - démarche humaniste - écriture comme outil essentiel de la compréhension du monde.

## Anecdote
Jérôme Rouger donne volontiers aux personnages de ses spectacles les noms de ses amis (la plupart du temps de ses amis d’enfance à Terves). Ainsi, dans Inoffensif [titre provisoire], Sylvain Abélard est expert, Sébastien Beaujault envoyé spécial, Olivier Giret porte-parole du spectacle et Stéphane Marolleau journaliste. Dans Je me souviens, ses amis apparaissent dans leurs propres rôles : Sylvain Abélard participe à des concours de cartes, Frédéric Jourdain grave des noms sur des citrouilles, tandis que Sébastien Beaujault, Olivier Giret, Jean-François Drilleau, Jacques Lièvre, Jean-François Lièvre, Christophe Tétard et Olivier Michel sont convoqués dans l’épisode de Radio-Terves. Dans Furie, le journaliste s’appelle Stéphane (Marolleau). Dans Police Culturelle, l’un des policiers se nomme Bertrand Cuissart (du nom d’un ami d’université).